# ماريكروز ناخيرا
ماريكروز ناخيرا (بالإسبانية: Maricruz Nájera)‏ هي ممثلة مكسيكية، ولدت في 13 يوليو 1940 بمدينة مكسيكو في المكسيك.

## أعمال

### مسلسلات
- الأغنياء أيضا يبكون

## وصلات خارجية
- ماريكروز ناخيرا على موقع IMDb (الإنجليزية)
- ماريكروز ناخيرا على موقع قاعدة بيانات الفيلم (الإنجليزية)
- ماريكروز ناخيرا على موقع كينوبويسك (الروسية)